# Thierry Schaffauser
Thierry Schaffauser, född 1982 i Suresnes i Hauts-de-Seine, är en fransk sexarbetare och aktivist för sexarbetares rättigheter. Han tilldrog sig uppmärksamhet som aktivist då han deltog i ACT UP-Paris, som är en rörelse och aktion för att uppmärksamma AIDS.
2006 var han med och finansierade Les Putes, ett Parisbaserat nätverk som försvarar sexarbetares rättigheter. Han är också president för fackföreningen GMB:s gren för sexarbetare.